# Ronde van Frankrijk 2025/Eenentwintigste etappe
De eenentwintigste etappe van de Ronde van Frankrijk 2025 werd verreden op 27 juli met start in Mantes-la-Ville en finish op de Champs-Élysées in Parijs over een lengte van 132,3 kilometer. 

## Parcours
De etappe startte in Mantes-la-Ville. Daarna volgden de beklimmingen van de vierde categorie Côte de Bazemont en Côte du Pavé des Gardes, waarna Parijs binnengereden werd.
Sinds 1975 bestaat het slot van het parcours van de laatste etappe uit een aantal ronden over de Champs-Élysées en rond de Tuilerieën, met uitzondering van 1989 (toen een tijdrit werd verreden met finish op de Champs-Élysées) en 2024 (toen de ronde in Nice eindigde).
Dit jaar was het slotparcours anders. Na de doorkomst door het Louvre werden eerst drie traditionele ronden over de Champs-Élysées gereden, met iets na de derde doorkomst van de finish de tussensprint. Vervolgens werden drie grotere ronden gereden, die naast het circuit over de Champs-Élysées ook een lus over de heuvel van Montmartre bevatte (volgens een ander parcours dan in de Olympische wegwedstrijd van 2024). Op de Côte de la Butte Montmartre (vierde categorie) was elke ronde een punt voor het bergklassement te verdienen. De finish lag nog steeds op de Champs-Élysées.
Vanwege het slechte weer werd besloten de tijdwaarneming voor het eindklassement op de vierde finishpassage, vóór de eerste passage van Montmartre, te leggen.

## Koersverloop
Het begin van de laatste etappe was traditioneel: op lage snelheid, waarbij de verschillende ploegen of truien afwisselend voorop reden voor een fotomoment.
Vanaf de aankomst op de Champs-Élysées ging de snelheid sterk omhoog. Bij de eerste lus door Montmartre ontstond een kopgroep van zes renners, waaronder leider in het algemeen klassement Tadej Pogačar en Wout van Aert. Bij de laatste beklimming van de Montmartre plaatste Van Aert een demarrage waarop ook Pogačar moest passen. Van Aert bouwde zijn voorsprong uit en kwam uiteindelijk met negentien seconden voorsprong over de streep. Het was voor het eerst sinds de slotrit van de Tour van 1994 dat een etappe op de Champs-Élysées niet in een massasprint eindigde.

## Uitslag etappe
| Mantes-la-Ville – Parijs (Champs-Élysées) (132,3 km) |                  |                       |          |
| Plaats                                               | Naam             | Ploeg                 | Tijd     |
| Winnaar                                              | Wout van Aert    | Visma \| Lease a Bike | 3u07'30" |
| 2                                                    | Davide Ballerini | XDS Astana            | + 19"    |
| 3                                                    | Matej Mohorič    | Bahrain Victorious    | z.t.     |
| 4                                                    | Tadej Pogačar    | UAE Team Emirates-XRG | z.t.     |
| 5                                                    | Matteo Jorgenson | Visma \| Lease a Bike | + 26"    |
| 6                                                    | Matteo Trentin   | Tudor                 | + 38"    |
| 7                                                    | Arnaud De Lie    | Lotto                 | + 1'14"  |
| 8                                                    | Kévin Vauquelin  | Arkéa-B&B Hotels      | z.t.     |
| 9                                                    | Mike Teunissen   | XDS Astana            | z.t.     |
| 10                                                   | Dylan Teuns      | Cofidis               | z.t.     |

## Klassementen

### Algemeen klassement
| Plaats    | Naam               | Ploeg                      | Tijd       |
| --------- | ------------------ | -------------------------- | ---------- |
| Gele trui | Tadej Pogačar      | UAE Team Emirates-XRG      | 76u00'32"  |
| 2         | Jonas Vingegaard   | Visma \| Lease a Bike      | + 4'24"    |
| 3         | Florian Lipowitz   | Red Bull-BORA-hansgrohe    | + 11'00"   |
| 4         | Oscar Onley        | Picnic PostNL              | + 12'12"   |
| 5         | Felix Gall         | Decathlon AG2R La Mondiale | + 17'12"   |
| 6         | Tobias Johannessen | Uno-X Mobility             | + 20'14"   |
| 7         | Kévin Vauquelin    | Arkéa-B&B Hotels           | + 22'35"   |
| 8         | Primož Roglič      | Red Bull-BORA-hansgrohe    | + 25'30"   |
| 9         | Ben Healy          | EF Education-EasyPost      | + 28'02"   |
| 10        | Jordan Jegat       | TotalEnergies              | + 32'42"   |
|           |                    |                            |            |
| 12        | Thymen Arensman    | INEOS Grenadiers           | + 52'41"   |
| 22        | Xandro Meurisse    | Alpecin-Deceuninck         | + 1u43'46" |

### Puntenklassement
| Plaats      | Naam             | Ploeg                 | Punten |
| ----------- | ---------------- | --------------------- | ------ |
| Groene trui | Jonathan Milan   | Lidl-Trek             | 372    |
| 2           | Tadej Pogačar    | UAE Team Emirates-XRG | 294    |
| 3           | Biniam Girmay    | Intermarché-Wanty     | 232    |
| 4           | Jonas Vingegaard | Visma \| Lease a Bike | 182    |
| 5           | Anthony Turgis   | TotalEnergies         | 182    |
| 6           | Jonas Abrahamsen | Uno-X Mobility        | 173    |
| 7           | Tim Merlier      | Soudal Quick-Step     | 156    |
| 8           | Wout van Aert    | Visma \| Lease a Bike | 138    |
| 9           | Kaden Groves     | Alpecin-Deceuninck    | 125    |
| 10          | Quinn Simmons    | Lidl-Trek             | 123    |
|             |                  |                       |        |
| 18          | Thymen Arensman  | INEOS Grenadiers      | 82     |

### Bergklassement
| Plaats        | Naam                   | Ploeg                      | Punten |
| ------------- | ---------------------- | -------------------------- | ------ |
| Bolletjestrui | Tadej Pogačar          | UAE Team Emirates-XRG      | 119    |
| 2             | Jonas Vingegaard       | Visma \| Lease a Bike      | 104    |
| 3             | Lenny Martinez         | Bahrain Victorious         | 97     |
| 4             | Thymen Arensman        | INEOS Grenadiers           | 85     |
| 5             | Ben O'Connor           | Jayco AlUla                | 51     |
| 6             | Valentin Paret-Peintre | Soudal Quick-Step          | 51     |
| 7             | Felix Gall             | Decathlon AG2R La Mondiale | 46     |
| 8             | Primož Roglič          | Red Bull-BORA-hansgrohe    | 43     |
| 9             | Oscar Onley            | Picnic PostNL              | 42     |
| 10            | Michael Woods          | Israel-Premier Tech        | 38     |
|               |                        |                            |        |
| 18            | Tim Wellens            | UAE Team Emirates-XRG      | 13     |

### Jongerenklassement
| Plaats     | Naam                   | Ploeg                   | Tijd       |
| ---------- | ---------------------- | ----------------------- | ---------- |
| Witte trui | Florian Lipowitz       | Red Bull-BORA-hansgrohe | 76u11'32"  |
| 2          | Oscar Onley            | Picnic PostNL           | + 1'12"    |
| 3          | Kévin Vauquelin        | Arkéa-B&B Hotels        | + 11'35"   |
| 4          | Ben Healy              | EF Education-EasyPost   | + 17'02"   |
| 5          | Raúl García Pierna     | Arkéa-B&B Hotels        | + 2u04'58" |
| 6          | Ilan Van Wilder        | Soudal Quick-Step       | + 2u12'14" |
| 7          | Romain Grégoire        | Groupama-FDJ            | + 2u14'58" |
| 8          | Frank van den Broek    | Picnic PostNL           | + 2u34'44" |
| 9          | Valentin Paret-Peintre | Soudal Quick-Step       | + 2u36'05" |
| 10         | Alex Baudin            | EF Education-EasyPost   | + 2u45'15" |

### Ploegenklassement
| Plaats | Ploeg                           | Tijd       |
| ------ | ------------------------------- | ---------- |
|        | Team Visma \| Lease a Bike      | 232u01'32" |
| 2      | UAE Team Emirates-XRG           | + 24'26"   |
| 3      | Red Bull-BORA-hansgrohe         | + 1u24'47" |
| 4      | Arkéa-B&B Hotels                | + 2u10'52" |
| 5      | Decathlon AG2R La Mondiale Team | + 2u14'15" |

1e etappe ·
2e etappe ·
3e etappe ·
4e etappe ·
5e etappe ·
6e etappe ·
7e etappe ·
8e etappe ·
9e etappe ·
10e etappe ·
11e etappe ·

12e etappe ·
13e etappe ·
14e etappe ·
15e etappe ·
16e etappe ·
17e etappe ·
18e etappe ·
19e etappe ·
20e etappe ·
21e etappe
Startlijst · Eindstanden · Afbeeldingen